# Tor Tonda
La tor Tonda, o torre Tonda, è una struttura militare medievale o forse precedente e ormai ridotta in rovine che si trova a Marter, frazione di Roncegno Terme in provincia autonoma di Trento.

## Storia

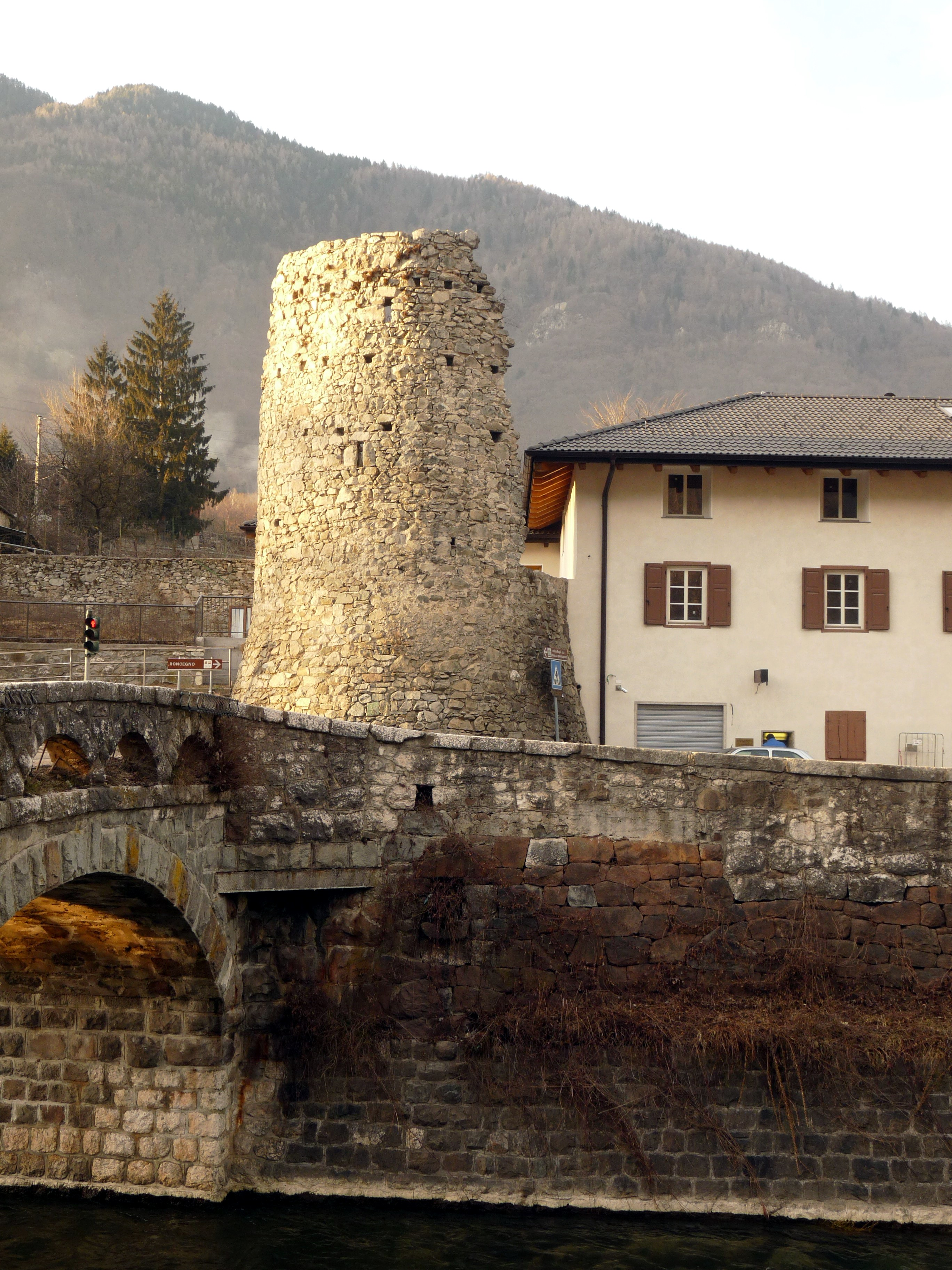
Tor Tonda vicino al ponte della Bastia, sul Brenta a Marter

La struttura risale ad epoca medievale o forse anche precedente e assieme alla tor Quadra della vicina Novaledo costituiva una linea fortificata di confine fra il territorio del principato vescovile di Trento e quello sottoposto alla giurisdizione ecclesiastica di Feltre lungo la valle del Brenta trentino. Alla torre è legata un mito popolare che racconta della presenza di un tesoro, forse una intera chiesa d'oro, nascosto nelle sue immediate vicinanze. Dopo anni di abbandono attorno alla metà del XX secolo si pensò anche al suo abbattimento perché di ostacolo alla circolazione, ma tale progetto non venne mai realizzato e in seguito si restaurò parzialmente.

## Descrizione
Le rovine si trovano presso il ponte di Marter e sono costituite da una torre a base rotonda in parte crollata e poi restaurata nella seconda metà del XX secolo. Di fronte alla torre si trova il ponte della Bastia, sul Brenta. A breve distanza nella vicina Novaledo si trova una struttura coeva e probabilmente con la stessa funzione costituita dalla tor Quadra e assieme costituivano una barriera territoriale difensiva.